# Marquess of Anglesey

Wappen des Marquess of Anglesey

Marquess of Anglesey (walisisch: Ardalydd Môn) ist ein erblicher britischer Adelstitel in der Peerage of the United Kingdom, benannt nach der Insel Anglesey.
Familiensitz der Marquesses war früher Beaudesert Hall bei Cannock Chase in Staffordshire und ist heute Plas Newydd in Llanfairpwll in Anglesey.

## Verleihung und nachgeordnete Titel

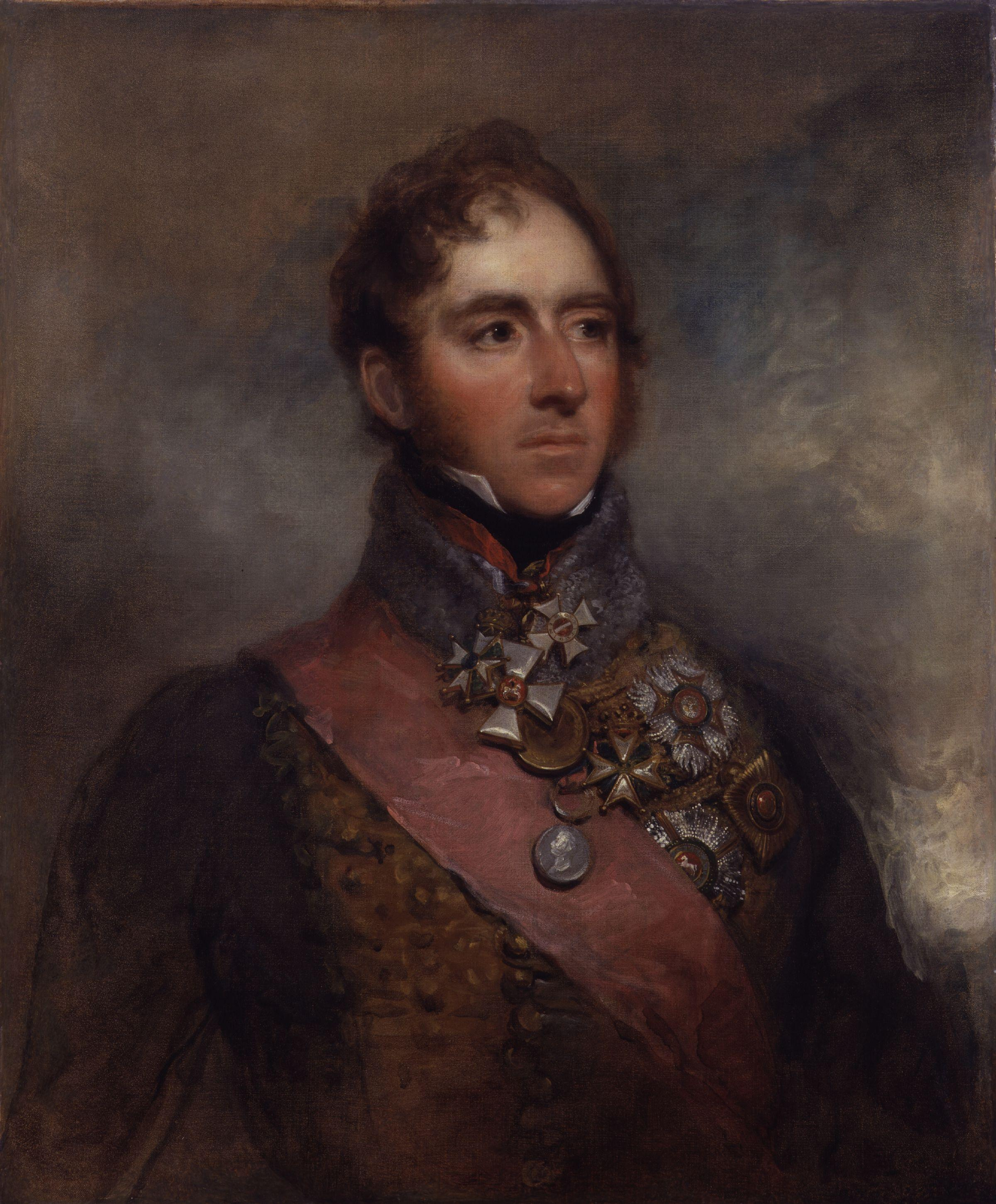
Henry Paget, 1. Marquess of Anglesey

Der Titel wurde am 4. Juli 1815 an Henry Paget, 2. Earl of Uxbridge verliehen, der in der Schlacht bei Waterloo die britische Kavallerie befehligte. Von seinem Vater hatte er 1812 den ihm am 19. September 1784 in der Peerage of Great Britain verliehenen Titel Earl of Uxbridge, in the County of Middlesex, den am 23. Januar 1553 in der Peerage of England geschaffenen Titel 11. Baron Paget, of Beaudesert in the County of Stafford, und 1730 in der Baronetage of Ireland geschaffenen Titel 4. Bayly Baronet, of Plas Newydd in the County of Anglesey and of Mount Bagenall in the County of Louth, geerbt.
Seinem Sohn, dem späteren 2. Marquess, wurde bereits am 15. Januar 1833 durch einen besonderen königlichen Beschluss (Writ of Acceleration) vorzeitig der nachgeordnete Titel seines Vaters Baron Paget vererbt, um ihn vorzeitig ins House of Lords zu berufen.
Der älteste Sohn des Marquess führt als voraussichtlicher Titelerbe (Heir apparent) den Höflichkeitstitel Earl of Uxbridge.

## Liste der Marquesses of Anglesey (1815)
- Henry Paget, 1. Marquess of Anglesey (1768–1854)
- Henry Paget, 2. Marquess of Anglesey (1797–1869)
- Henry Paget, 3. Marquess of Anglesey (1821–1880)
- Henry Paget, 4. Marquess of Anglesey (1835–1898)
- Henry Paget, 5. Marquess of Anglesey (1875–1905)
- Charles Paget, 6. Marquess of Anglesey (1885–1947)
- George Paget, 7. Marquess of Anglesey (1922–2013)
- Charles Paget, 8. Marquess of Anglesey (* 1950)

Voraussichtlicher Titelerbe (Heir apparent) ist der Sohn des aktuellen Marquess, Benedict Paget, Earl of Uxbridge (* 1986).

## Stammbaum (Ausschnitt)
| Henry Paget (1768–1854) 1. Marquess of Anglesey |                                                 |                                                 |                                                 |                                                 |                                                 |  |  |                                                 |                                                 |                                                 |                                                 |                                                 |                                                 |  |  |                                                   |                                                   |                                                   |                                                   |                                                   |                                                   |  |  |  |  |  |  |  |  |  |  |  |  |  |  |  |  |  |  |
|                                                 |                                                 |                                                 |                                                 |                                                 |                                                 |  |  |                                                 |                                                 |                                                 |                                                 |                                                 |                                                 |  |  |                                                   |                                                   |                                                   |                                                   |                                                   |                                                   |  |  |  |  |  |  |  |  |  |  |  |  |  |  |  |  |  |  |
| Henry Paget (1797–1869) 2. Marquess of Anglesey |                                                 |                                                 |                                                 |                                                 |                                                 |  |  |                                                 |                                                 |                                                 |                                                 |                                                 |                                                 |  |  |                                                   |                                                   |                                                   |                                                   |                                                   |                                                   |  |  |  |  |  |  |  |  |  |  |  |  |  |  |  |  |  |  |
|                                                 |                                                 |                                                 |                                                 |                                                 |                                                 |  |  |                                                 |                                                 |                                                 |                                                 |                                                 |                                                 |  |  |                                                   |                                                   |                                                   |                                                   |                                                   |                                                   |  |  |  |  |  |  |  |  |  |  |  |  |  |  |  |  |  |  |
|                                                 |                                                 |                                                 |                                                 |                                                 |                                                 |  |  |                                                 |                                                 |                                                 |                                                 |                                                 |                                                 |  |  |                                                   |                                                   |                                                   |                                                   |                                                   |                                                   |  |  |  |  |  |  |  |  |  |  |  |  |  |  |  |  |  |  |
| Henry Paget (1821–1880) 3. Marquess of Anglesey | Henry Paget (1821–1880) 3. Marquess of Anglesey | Henry Paget (1821–1880) 3. Marquess of Anglesey | Henry Paget (1821–1880) 3. Marquess of Anglesey | Henry Paget (1821–1880) 3. Marquess of Anglesey | Henry Paget (1821–1880) 3. Marquess of Anglesey |  |  | Henry Paget (1835–1898) 4. Marquess of Anglesey | Henry Paget (1835–1898) 4. Marquess of Anglesey | Henry Paget (1835–1898) 4. Marquess of Anglesey | Henry Paget (1835–1898) 4. Marquess of Anglesey | Henry Paget (1835–1898) 4. Marquess of Anglesey | Henry Paget (1835–1898) 4. Marquess of Anglesey |  |  | Alexander Paget (1839–1896)                       | Alexander Paget (1839–1896)                       | Alexander Paget (1839–1896)                       | Alexander Paget (1839–1896)                       | Alexander Paget (1839–1896)                       | Alexander Paget (1839–1896)                       |  |  |  |  |  |  |  |  |  |  |  |  |  |  |  |  |  |  |
| Henry Paget (1821–1880) 3. Marquess of Anglesey | Henry Paget (1821–1880) 3. Marquess of Anglesey | Henry Paget (1821–1880) 3. Marquess of Anglesey | Henry Paget (1821–1880) 3. Marquess of Anglesey | Henry Paget (1821–1880) 3. Marquess of Anglesey | Henry Paget (1821–1880) 3. Marquess of Anglesey |  |  | Henry Paget (1835–1898) 4. Marquess of Anglesey | Henry Paget (1835–1898) 4. Marquess of Anglesey | Henry Paget (1835–1898) 4. Marquess of Anglesey | Henry Paget (1835–1898) 4. Marquess of Anglesey | Henry Paget (1835–1898) 4. Marquess of Anglesey | Henry Paget (1835–1898) 4. Marquess of Anglesey |  |  | Alexander Paget (1839–1896)                       | Alexander Paget (1839–1896)                       | Alexander Paget (1839–1896)                       | Alexander Paget (1839–1896)                       | Alexander Paget (1839–1896)                       | Alexander Paget (1839–1896)                       |  |  |  |  |  |  |  |  |  |  |  |  |  |  |  |  |  |  |
|                                                 |                                                 |                                                 |                                                 |                                                 |                                                 |  |  | Henry Paget (1875–1905) 5. Marquess of Anglesey | Henry Paget (1875–1905) 5. Marquess of Anglesey | Henry Paget (1875–1905) 5. Marquess of Anglesey | Henry Paget (1875–1905) 5. Marquess of Anglesey | Henry Paget (1875–1905) 5. Marquess of Anglesey | Henry Paget (1875–1905) 5. Marquess of Anglesey |  |  | Charles Paget (1885–1947) 6. Marquess of Anglesey | Charles Paget (1885–1947) 6. Marquess of Anglesey | Charles Paget (1885–1947) 6. Marquess of Anglesey | Charles Paget (1885–1947) 6. Marquess of Anglesey | Charles Paget (1885–1947) 6. Marquess of Anglesey | Charles Paget (1885–1947) 6. Marquess of Anglesey |  |  |  |  |  |  |  |  |  |  |  |  |  |  |  |  |  |  |
|                                                 |                                                 |                                                 |                                                 |                                                 |                                                 |  |  | Henry Paget (1875–1905) 5. Marquess of Anglesey | Henry Paget (1875–1905) 5. Marquess of Anglesey | Henry Paget (1875–1905) 5. Marquess of Anglesey | Henry Paget (1875–1905) 5. Marquess of Anglesey | Henry Paget (1875–1905) 5. Marquess of Anglesey | Henry Paget (1875–1905) 5. Marquess of Anglesey |  |  | Charles Paget (1885–1947) 6. Marquess of Anglesey | Charles Paget (1885–1947) 6. Marquess of Anglesey | Charles Paget (1885–1947) 6. Marquess of Anglesey | Charles Paget (1885–1947) 6. Marquess of Anglesey | Charles Paget (1885–1947) 6. Marquess of Anglesey | Charles Paget (1885–1947) 6. Marquess of Anglesey |  |  |  |  |  |  |  |  |  |  |  |  |  |  |  |  |  |  |
|                                                 |                                                 |                                                 |                                                 |                                                 |                                                 |  |  |                                                 |                                                 |                                                 |                                                 |                                                 |                                                 |  |  | George Paget (1922–2013) 7. Marquess of Anglesey  |                                                   |                                                   |                                                   |                                                   |                                                   |  |  |  |  |  |  |  |  |  |  |  |  |  |  |  |  |  |  |
|                                                 |                                                 |                                                 |                                                 |                                                 |                                                 |  |  |                                                 |                                                 |                                                 |                                                 |                                                 |                                                 |  |  |                                                   |                                                   |                                                   |                                                   |                                                   |                                                   |  |  |  |  |  |  |  |  |  |  |  |  |  |  |  |  |  |  |
|                                                 |                                                 |                                                 |                                                 |                                                 |                                                 |  |  |                                                 |                                                 |                                                 |                                                 |                                                 |                                                 |  |  | Charles Paget (* 1950) 8. Marquess of Anglesey    |                                                   |                                                   |                                                   |                                                   |                                                   |  |  |  |  |  |  |  |  |  |  |  |  |  |  |  |  |  |  |